# Овчаренко Ганна Дмитрівна
Ганна Дмитрівна Овчаренко (1900, село Малі Сорочинці, тепер Полтавської області — 24 січня 1941, Полтавська область) — українська радянська діячка, новатор сільськогосподарського виробництва, ланкова колгоспу імені Кірова села Малі Сорочинці Миргородського району Полтавської області. Депутат Верховної Ради СРСР 1-го скликання (1937—1941).

## Біографія
Народилася в бідіній селянській родині. З дитячих років наймитувала в заможних селян, працювала в сільському господарстві. Закінчила курси ліквідації неписьменності.
З 1930 року — колгоспниця, ланкова колгоспу імені Кірова села Малі Сорочинці Миргородського району Полтавської області. Відзначалася високими врожаями конопель. У 1938 році її ланка зібрала волокна конопель по 24 центнера з гектара.
Член ВКП(б). Обиралася членом ЦК Товариства Червоного Хреста Української РСР. 
Померла після важкої і тривалої хврорби.

## Нагороди
- орден Трудового Червоного Прапора (7.02.1939)
- орден «Знак Пошани» (16.03.1936)
- медалі